# سریت
سریت (Cerite) یک گروه معدنی سیلیکات پیچیده حاوی سریم، به فرمول (Ce,La,Ca)
9(Mg,Fe3+
)(SiO
4)
6(SiO
3OH)(OH)
3 است. محتوای سریم و لانتانیم با گونه‌های غنی از Ce (سریت-(سه)) و گونه‌های غنی La (سریت-(لا)) متفاوت است. تجزیه و تحلیل یک نمونه از کربناتیت ماونتین پس، کالیفرنیا ۳۵٫۰۵٪ Ce
2O
۳ و ۳۰٫۰۴ درصد La
2O
3 را نشان داد.
سریت برای اولین بار در سال ۱۸۰۳ در باستنس در وستمانلاند سوئد توصیف شد. گونه غنی از لانتانوم، سریت-(لا) برای اولین بار برای یک رخداد در توده خیبینا، شبه‌جزیره کولا روسیه در سال 2002 توصیف شد.